# The Girl Is Mine
«The Girl Is Mine» (з англ. «Це моя дівчина») — пісня Майкла Джексона і Пола Маккартні. Пісня була написана Майклом і увійшла в шостий альбом співака Thriller. Записана 14-16 квітня 1982 у Вестлейк Рекордінґ Студіос. За рік до цього Джексон і Маккартні записали свої спільні хіти «Say Say Say» та «The Man». 2008-го соліст групи Black Eyed Peas will.i.am зробив ремікс The Girl Is Mine, який, щоправда, не був добре оцінений критиками.

## Історія створення
Квінсі Джонс подав ідею Джексону на початку 1980-х створити пісню про двох молодих парубків, які ведуть боротьбу за дівчину. Джексон розказував: "На наступний ранок пісня заграла у моїй голові. Я чув мелодію, партії різних інструментів". У студії співак показував голосом, як потрібно грати і записував партії на диктофон. У квітні 1982 року Пол Маккартні провів у студії Westlake Recording Studios у Лос-Анджелесі кілька днів, і в цей період він разом з Майклом записав "The Girl Is Mine". Саме з цієї пісні почалася робота над альбомом Джексона Thriller. Цікаво, що процес створення пісні був записаний на відеоплівку.

## Особливості композиції
Пісня є баладою, яка представлена в помірному темпі у тональності ре мажор. Композиція закінчується діалогом між співаками.

## The Girl Is Mine 2008
Пісня "The Girl Is Mine 2008" була записана у листопаді 2007 і випущена 14 січня 2008. Ця пісня була випущена як сингл з альбому Thriller 25. Ремікс був записаний репером will.i.am та Джексоном на честь 25-річчя альбому Thriller, який вийшов ще у 1983 році. На відміну від оригіналу, ця пісня не була добре оцінена критиками.

## Чарти
| Чарт (1983)             | Пікова позиція |
| ----------------------- | -------------- |
| Dutch Singles Chart     | 16             |
| Norwegian Singles Chart | 2              |
| UK Singles Chart        | 8              |
| US Billboard Hot 100    | 2              |
| US R&B Singles Chart    | 1              |

| Чарт (2008)            | Пікова позиція |
| ---------------------- | -------------- |
| Austrian Singles Chart | 51             |
| Danish Singles Chart   | 31             |
| Dutch Singles Chart    | 12             |
| French Singles Chart   | 22             |
| Swedish Singles Chart  | 41             |
| Swiss Singles Chart    | 47             |
| UK Singles Chart       | 32             |